# アル・ヒル (俳優)
アル・ヒル（Al Hill、1892年7月14日 - 1954年7月14日）は、アメリカ合衆国の俳優。

## 出演作品
- 半分天国
- 導火線
- アリバイ
- 夜毎来る女
- 戦う米兵
- 快速突破隊
- 空爆決死行